# 井上實
井上 實（いのうえ みのる、1924年1月10日 - 2021年11月11日）は、日本の経営者。東京銀行頭取を務めた。

## 来歴・人物
東京都出身。1947年に東京帝国大学法学部法律学科を卒業し、同年に東京銀行に入行した。1972年11月に取締役に就任し、常務、専務を経て、1980年12月に副頭取、1985年9月に前任の渡辺康病没により、頭取に就任した。1990年6月に相談役となり、1996年4月に三菱銀行との合併で発足した東京三菱銀行では相談役を務めた。2002年1月から特別顧問を務めた。
2021年11月11日に死去。97歳没。

## 栄誉
- 藍綬褒章(1989年11月)
- フランス・レジョン・ドヌール・シュパリエ勲章(1990年6月)
- 勲二等瑞宝章(1994年11月)